# Запуст
Запуст (укр. Запуст) — село в Затурцевской сельской общине Владимирского района Волынской области Украины.
До 2020 года входило в Локачинский район.
Код КОАТУУ — 0722484407. Население по переписи 2001 года составляет 122 человека. Почтовый индекс — 45514. Телефонный код — 3374. Занимает площадь 0,37 км².